# لو جينغوا
لو جينغوا، من مواليد عام 1960، منشقة وناشطة صينية، كانت عضواً رئيسياً في اتحاد عمال بكين المستقل خلال مظاهرات ساحة تيانانمن في عام 1986. كان اتحاد عمال بكين المستقل أول نقابة للعمال في جمهورية الصين الشعبية، حيث أُسس كبديل لاتحاد نقابات عمال عموم الصين الذي يسيطر عليه الحزب الحاكم. شغلت لو منصب مذيع الاتحاد بعد حملة الرابع من يونيو، ووضع اسمها ضمن قائمة أهم المطلوبين في الصين، مما دفعها إلى الفرار إلى الولايات المتحدة الأمريكية.

## النشأة وقبل مظاهرات ساحة تيانانمن
ولدت لو في تشونغتشينغ لوالدين مواليين للحزب الحاكم في الصين؛ أصبح والدها عضواً في الحزب الحاكم قبل إنشاء جمهورية الصين الشعبية في عام 1949، وكانت والدتها ناشطة في الحي خلال الثورة الثقافية.
التحقت لو بمدرسة يوكاي للمرحلة المتوسطة، حيث كان معظم زملائها أبناء وبنات ضباط جيش التحرير الشعبي؛ التحقت بعدها بالمدرسة الفنية لمدة عام واحد، ثم شغلت عدداً من الوظائف، ولكن لم يدم أي منها لفترة طويلة.
عملت لو في شركة تجارية في غوانزو وفي مزرعة دجاج في الريف بالقرب من بكين؛ وفي عام 1986، أصبحت مديرة لشركة ثياب خاصة يطلق عليها اسم «غيتيهو».

## دورها في مظاهرات ساحة تيانانمن
سارت لو في أرجاء ساحة تيانانمن على دراجتها يومياً في طريقها إلى عملها في متجر الملابس الواقع في شارع تشانغآن، وغالباً ما كانت تتوقف لمشاهدة مسيرات المحتجين أو للاستماع إلى خطب الطلاب. على الرغم من أنها لم تكن مهتمة بالسياسة إلا أنها بدأت بتقديم الدعم المادي للمتظاهرين من خلال تقديم الطعام إلى مختلف الطلاب بعد بدء الإضراب عن الطعام الذي قاده الطلاب في 13 مايو؛ وفي المقابل، أخبر الطلاب لو عن مطالبهم وعن الديمقراطية وقصص فساد الحزب. وكما أشارت لو في الفيلم الوثائقي «بوابة السلام السماوي»:
«كنا نحن العمال والناس العاديين نراقب. وبعد ذلك، عندما بدأ الطلاب الإضراب عن الطعام، استعملنا حياتهم الخاصة لإيقاظ الأمة بأكملها، فشعر الناس بمسؤولياتهم، ونهضوا هم أيضاً».
بدأت لو بالاحتجاج مع الطلاب بعد فترة قصيرة؛ وقدمت خدماتها في 26 مايو إلى اتحاد عمال بكين المستقل الذي تم تأسيسه حديثاً، حيث قامت في البداية بجمع الأموال والمساعدات من صديقاتها في متجر الملابس. كانت لو من النساء القليلات اللواتي انضممن إلى اتحاد عمال بكين المستقل. وبعد أن رفض الطلاب وصول العمال إلى مكبرات الصوت المركزية في الساحة، أُنشأت محطة إذاعية في مقر اتحاد عمال بكين المستقل بالقرب من منصة المراجعة الغربية خارج ساحة تيانانمن.
وفقًا لعالمي الاجتماع أندرو ج. والدر وجونج شياو شيا، أصبحت المحطة أهم مظهر لوجود اتحاد عمال بكين المستقل في الميدان، حيث كانت تبث بشكل مستمر من الصباح حتى المساء. أصبحت لو المذيعة الرئيسية للإذاعة الداخلية بسبب صوتها الجهور والقيادي بشكل خاص، وأيضاً بسبب قراءتها للمستندات المقدمة من العمال العاديين والصحفيين والعاملين في المكاتب الحكومية وحتى كوادر الحزب والجنود. قرأت لو كل ما تم تقديمه بما في ذلك القصائد والبيانات والنداءات للحصول على الدعم المادي وكلمات الأغاني والرسائل المفتوحة وإعلانات المظاهرات؛ كما روت القصص أيضاً لإلهام العمال والمارة.
ساعدت لو أيضاً في إنتاج كتيبات ومنشورات باستخدام جهاز تصوير محمول، واشترت كتباً تفصّل فساد الحزب، كما زارت المصانع القريبة في محاولة منها لحشد العمال في سبيل دعم الطلاب، وكانت بمثابة المتحدث الرسمي باسم اتحاد عمال بكين المستقل من 26 مايو إلى 3 يونيو.
واجهت لو التوترات المباشرة بين العمال والطلاب، وقالت بأن الطلاب قاموا بردعها في إحدى المرات التي حاولت فيها التحدث إلى تشاي لينغ بحجة أنهم «أرادوا الحفاظ على نقاء حركتهم».
بعد أن انتقلت القوات إلى الميدان في 3-4 يونيو، ساعدت لو في تدمير قوائم أعضاء اتحاد عمال بكين المستقل قبل الإخلاء. في 8 يونيو، أعلنت قيادة الأحكام العرفية أن اتحاد عمال بكين المستقل منظمة غير قانونية، وأمرت بحلها، واعتبرت قادتها من بين «المحرضين الرئيسيين والمنظمين في التمرد الرئيسي المضاد للثورة».
قضت لو عدة أسابيع هاربة عندما تم القبض على العديد من أعضاء اتحاد عمال بكين المستقل في أعقاب الحملة، في البداية اختبأت في شقة صديقة لها، قبل أن تفر إلى مقاطعة هيبي في الشمال الشرقي، حيث كان يعمل زوجها (سيقضي زوجها، لي تشيلانغ، عقوبة السجن لمدة سبعة أشهر بسبب إيوائها بعد القمع). في 19 أغسطس، تم وضعها على قائمة أهم المطلوبين للحكومة الصينية باعتبارها «مجرمة كبرى لم يتم القبض عليها بعد»، وكانت الأنثى الوحيدة في تلك القائمة.
في النهاية وصلت لو إلى غوانزو، حيث أقام نشطاء وصحفيون في هونغ كونغ خط سكة حديد تحت الأرض؛ وفي 23 أغسطس، تمكنت من التسلل عبر الحدود إلى بر الأمان في هونغ كونغ. في ديسمبر 1989، وبعد خمسة أشهر من التقدم بطلب لجوء سياسي في القنصلية الأمريكية في هونغ كونغ، وصلت لو إلى لوس أنجلوس كلاجئة سياسية.

## حياتها بعد مظاهرات ساحة تيانانمن
عملت لفترة في محل بقالة في لوس أنجلوس، قبل أن تنتقل إلى نيويورك. كما لفتت لو انتباه الاتحاد الدولي لعمال الملابس النسائية من خلال ظهورها البارز ونشاطها مع منظمات حقوق الإنسان، الذي عينها في عام 1990. وعملت كمنظمة ومعلمة مع الاتحاد حتى عام 1996 عندما قامت المنظمة بدمج اتحاد عمال الملابس والنسيج المختلط لتشكيل اتحاد عمال التطريز والنسيج. في عام 1996، تحول عملها إلى بناء أنظمة الكمبيوتر؛ وتعمل اليوم في العقارات.
قامت لو بحملات مكثفة للمطالبة بحقوق العمال ومن أجل تحقيق الديمقراطية في الصين منذ مغادرتها البلاد. في عام 1990، التقت مع أعضاء مجلس الشيوخ الأمريكي والاتحاد الأمريكي للعمل ومؤتمر المنظمات الصناعية في محاولة منها لإقناعهم بالقيام بحملات من أجل إطلاق سراح العمال الصينيين، وخاصة أولئك الذين سجنوا في أعقاب مظاهرات ساحة تيانانمن. وفي عام 1990 أيضاً، كرمتها هيومن رايتس ووتش لجهودها لصالح العمال الناشطين المسجونين في الصين.
تشغل لو منذ عام 2017منصب نائب رئيس التحالف الصيني من أجل الديمقراطية، وهي منظمة أسسها وانغ بينغتشانغ في عام 1983 وتدعو لحقوق الإنسان وإرساء الديمقراطية في الصين.
حاولت لو العودة إلى الصين في عام 1992 من أجل زيارة والدتها وابنتها، لكنها مُنعت من دخول مطار العاصمة بكين الدولي. وفي عام 1994، تمكنت ابنتها من الانضمام إلى لو في نيويورك؛ وعندما توفي والدا لو في عامي 1998 و1999، رفضت الحكومة الصينية منحها تأشيرات لحضور جنازتيهم.
في يناير من عام 2011، كانت لو أحد المنشقين القلائل المنفيين الذين سمح لهم بحضور جنازة الناشط والسياسي سيتو واه في هونغ كونغ. وفي أبريل من عام 2016، حاولت لو السفر إلى الهند من أجل حضور مؤتمر الأديان للأقليات العرقية والدينية في الصين، ومن أجل لقاء الدالاي لاما أيضاً، لكنها مُنعت من الدخول.
ادعت لو أن الحكومة الصينية كانت أحد أسباب منعها من الدخول، بسبب دورها في مظاهرات ساحة تيانانمن وموقف الحكومة الصينية من التبت والدالي لاما؛ لكن الحكومة الهندية أنكرت ذلك، وبررت موقفها بأن لو تقدمت بطلب للحصول على فئة خاطئة من التأشيرة.